# David Albertowitsch Frank-Kamenezki
Dawid Albertowitsch Frank-Kamenezki (russisch Давид Альбертович Франк-Каменецкий, englische Transkription David Albertovich Frank-Kamenetskii; * 3. August 1910 in Wilna; † 2. Juni 1970 in Moskau) war ein russischer Plasmaphysiker und Chemiker (Physikalische Chemie).

## Leben
Frank-Kamenezki stammte aus einer jüdischen Familie, die in der Russischen Revolution Wilna verließ und über Moskau nach Irkutsk ging, wo sein Vater Albert Frank-Kamenezki (1873–1935) Chemieprofessor an der neu gegründeten Universität wurde. Frank-Kamenezki studierte Metallurgie und Bergbauingenieurswesen an der heutigen Polytechnischen Universität in Tomsk mit dem Abschluss 1931 und arbeitete dann als Ingenieur in den Bergwerken von Tschita in Ost-Sibirien. Ab 1934 studierte er am Institut für Chemische Physik bei Nikolai Nikolajewitsch Semjonow in Leningrad, bei dem er 1938 in Chemie promoviert wurde. Am Institut lernte er auch Jakow Borissowitsch Seldowitsch kennen, mit dem er sich befreundete. Er befasste sich damals mit Theorie der Verbrennung und Explosionen und chemischen Kettenreaktionen, wobei er mit Seldowitsch zusammenarbeitete (Seldowitschgleichung).
Im Zweiten Weltkrieg wurde er mit dem Institut nach Kasan evakuiert und befasste sich mit der Herstellung künstlicher Diamanten. 1943 habilitierte er sich (russischer Doktortitel). 1944 bis 1946 lehrte er technische Chemie in Gorki, war 1947/48 am Institut für Chemische Physik in Moskau und 1948 bis 1956 im geheimen sowjetischen Atom- und Wasserstoffbombenprogramm in Sarow (Arzamas-16), wo er wieder mit Seldowitsch zusammenarbeitete. Danach war er wieder in Moskau, wo er am Kurtschatow-Institut ein Labor leitete und die Abteilung Plasmaphysik am Moskauer Institut für Physik und Technologie leitete. Er starb an einem Herzanfall.
Er schrieb Lehrbücher der Plasmaphysik, die auch ins Deutsche übersetzt wurden.  Er ist bekannt für seine Theorie der Verbrennung und thermischen Explosion (Exothermen Reaktionen) und befasste sich auch mit Astrophysik (Plasma im Innern von Sternen und nuklearer Astrophysik) und Schwingungen und magnetoakustischer Resonanz in Plasmen (auch im Tokamak). 1940 führte er die Quasi Steady State Approximation von Differentialgleichungen ein. 1960 bis 1970 gab er die populärwissenschaftliche Zeitschrift Priroda heraus.
Frank-Kamenezki war zweimal verheiratet (Heirat 1932 und 1935). Sein Sohn Maxim Frank-Kamenezki (* 1941) ist Professor für Biomedizin-Technik am Institut für Chemische Physik in Moskau.

## Auszeichnungen
Er erhielt den Leninorden, den Orden des Roten Banners der Arbeit und drei sowjetische Staatspreise.

## Schriften
- Diffusion and heat exchange in chemical kinetics, Princeton University Press 1955, 2. Auflage Plenum Press 1969 (Russisch zuerst 1947)
  - Deutsche Ausgabe: Stoff- und Wärmeübertragung in der chemischen Kinetik, Springer Verlag 1959
- Physical Processes in Stellar Interiors, Washington D. C. 1962
- Vorlesungen über Plasmaphysik, Berlin, Deutscher Verlag der Wissenschaften 1967 (Russische Ausgabe Atomisdat, Moskau 1964)
- Plasma – der vierte Aggregatzustand, Moskau: Progress 1964[4] (Russisch zuerst 1961)
- Energie in Natur und Technik (Russisch), Moskau 1948
- mit Ya. B. Zeldovich, P. Ya. Sadovnikov: Die Oxidation von Stickstoff in Verbrennung und Explosionen (Russisch), Moskau 1947
- Nuclear Astrophysics, Pleum Press 1972